# Premio RITA
Il Premio RITA (detto anche RITA Award) è un premio letterario statunitense istituito nel 1982, è il premio più importante dato per il genere del romanzo rosa e fiction romantica. Viene assegnato dalla Romance Writers of America (RWA). Il premio è stato nominato in onore del primo presidente della RWA, Rita Clay Estrada. Viene consegnato in 13 categorie di letteratura rosa.

## Procedura
Autori ed editori devono presentare i loro manoscritti in autunno. A metà primavera, vengono annunciati i 100 finalisti. I vincitori vengono premiati con una statuetta in una cerimonia svoltasi l'ultimo giorno della Conferenza Nazionale RWA ciascuno a Luglio.

### Miglior Romanzo
Questo premio è suddiviso così:
- Miglior Romantico dal 1990 al 1996
- Libro preferito dalla RWA nel 1998
- Miglior romanzo con forti elementi romantici dal 2004 al 2010

Albo d'oro:
- 1990 Giorni di gloria (Morning Glory) di LaVyrle Spencer
- 1991 The Prince of Midnight di Laura Kinsale
- 1992 Outlander (La straniera) di Diana Gabaldon
- 1993 Come Spring di Jill Marie Landis
- 1994 Lord of the Night di Susan Wiggs
- 1995 It Had To Be You di Susan Elizabeth Phillips
- 1996 Born in Ice di Nora Roberts
- 1998 Nobody's Baby But Mine di Susan Elizabeth Phillips
- 2004 Between Sisters di Kristin Hannah
- 2005 A.K.A. Goddess di Evelyn Vaughn
- 2006 Lady Luck's Map of Vegas di Barbara Samuel
- 2007 A Lady Raised High di Jennifer Ashley w/a Laurien Gardner
- 2008 Silent in the Grave di Deanna Raybourn
- 2009 Tribute di Nora Roberts
- 2010 The Lost Recipe for Happiness di Barbara O'Neal
- 2011 Welcome to Harmony di Jodi Thomas
- 2012 How to Bake a Perfect Life di Barbara O'Neal

### Miglior contemporanea dal titolo singolo
Questo premio si riferisce a romanzi che non fanno parte di una collana.
Questo premio è suddiviso così:
- Miglior Categoria Contemporanea Romantica nel 1982
- Diversi riconoscimenti nel 1983
- Miglior Contemporaneo 65-80.000 parole nel 1984
- Miglior contemporanea dal titolo singolo nel 1990 e dal 1992 al 1993
- Miglior contemporanea dal titolo singolo (Romantico) dal 1994 al 2008

Albo d'oro:
- 1982 Winner Take All di Brooke Hastings
- 1983
  - Miglior Contemporaneo Romantico Tradizionale: Opal Fires di Lynda Trent
  - Miglior Contemporaneo Romantico Sensuale: The Heart's Victory di Nora Roberts
  - Miglior Contemporaneo Romantico Sentimentale: Renegade Player di Dixie Browning
- 1984 This Magic Moment di Nora Roberts e Destiny's Sweet Errand di Deirdre Mardon
- 1990 Private Relations di Diane Chamberlain
- 1992 A Man to Die For di Eileen Dreyer
- 1993 This Time Forever di Kathleen Eagle
- 1994 Private Scandals di Nora Roberts
- 1995 Again di Kathleen Gilles Seidel
- 1996 Born in Ice di Nora Roberts
- 1997 Daniel’s Gift di Barbara Freethy
- 1998 Nobody's Baby But Mine di Susan Elizabeth Phillips
- 1999 Dream A Little Dream di Susan Elizabeth Phillips
- 2000 Body Guard di Suzanne Brockmann
- 2001 First Lady di Susan Elizabeth Phillips
- 2002 True Confessions di Rachel Gibson
- 2003 No Place Like Home di Barbara Samuel
- 2004 Birthright di Nora Roberts
- 2005 Bet Me di Jennifer Crusie
- 2006 Lakeside Cottage di Susan Wiggs
- 2007 Adios To My Old Life di Caridad Ferrer
- 2008 Catch of the Day di Kristan Higgins
- 2009 Not Another Bad Date di Rachel Gibson
- 2010 Too Good To Be True di Kristan Higgins
- 2011 Simply Irresistible di Jill Shalvis
- 2012 Boomerang Bride di Fiona Lowe